# Relations entre la Belgique et l'Ukraine
Les relations entre la Belgique et l'Ukraine sont établies en 1992 peu de temps après l'indépendance de l'Ukraine vis-à-vis de l'URSS. La Belgique a une ambassade à Kiev tandis que l'Ukraine a une ambassade à Bruxelles et deux consulats honoraires à Anvers et Mons. La Belgique a reconnu l'Holodomor.

## Histoire des relations bilatérales

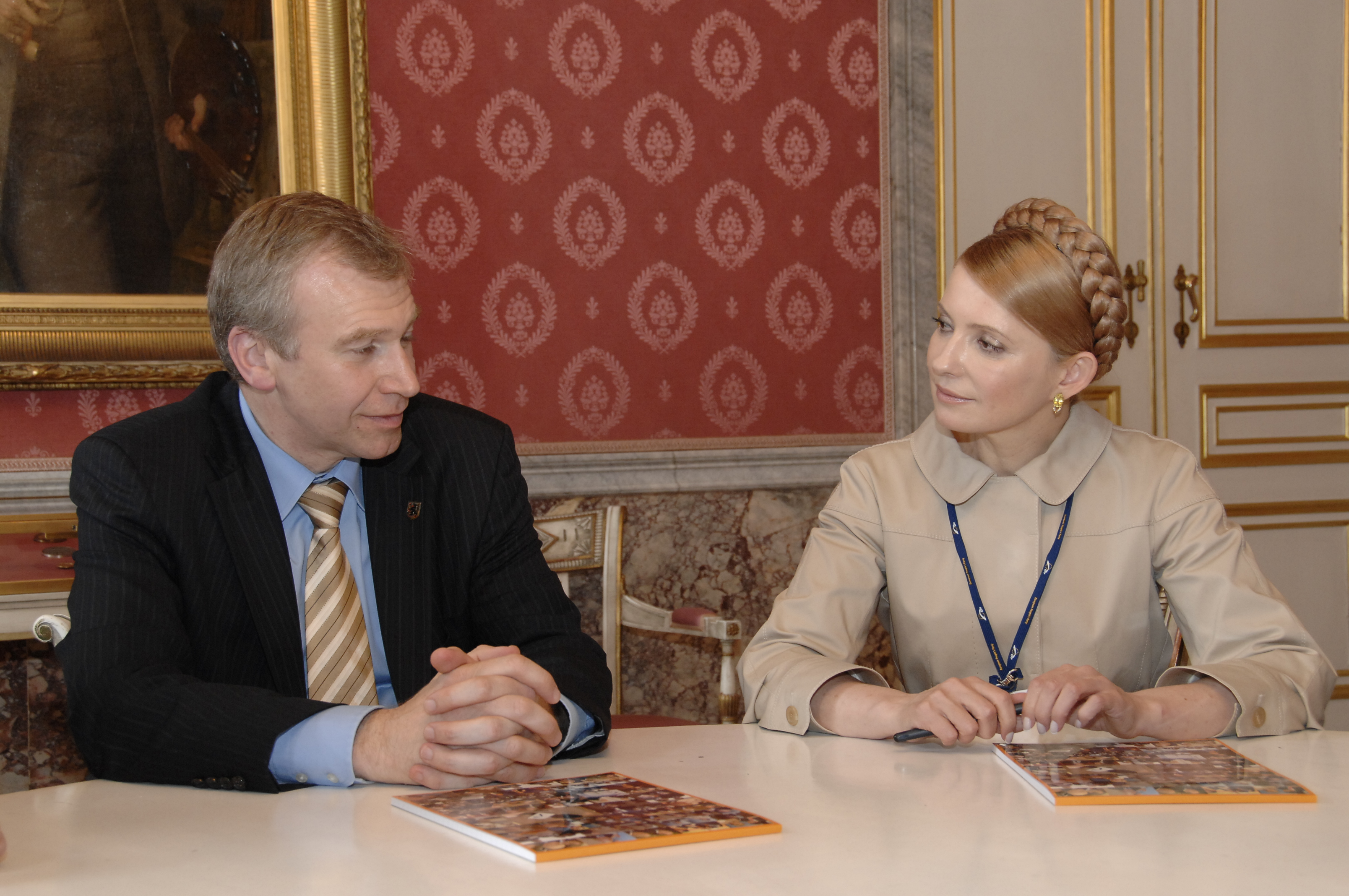
Le premier ministre belge Yves Leterme avec son homologue ukrainienne Ioulia Tymochenko en 2008.

## Relations économiques
Bien que les deux nations ne soient pas étroitement liées, les investissements belges jouent un rôle important dans l'économie ukrainienne. En 2008, le montant des échanges commerciaux bilatéraux s'élevait à environ un milliard de dollars. Le tramway électrique reliant Kiev et Odessa a été construit par l'entreprise belge Tractebel.

## Invasion russe
Pour un article plus général, voir Réactions à l'invasion russe de l'Ukraine en 2022.
Dès le début de l'invasion de l'Ukraine par la Russie, des hommes politiques belges comme Charles Michel, Alexander De Croo ou encore Hadja Lahbib dénoncent les actes de guerre,. Le roi Philippe a également eu plusieurs contacts avec Volodymyr Zelensky et soutien également le peuple ukrainien,.
Depuis l'invasion russe en 2022, la Belgique a alloué une aide de 244 millions d'euros à la date du 21 février 2023. L'ensemble de ces aides est du matériel militaire, des aides humanitaires ainsi que des aides financières. De plus, environ 65.000 Ukrainiens ont trouvé refuge en Belgique en date du 22 février de la même année.